# Hande Baladın
Hande Baladın, född 1 september 1997, är en volleybollspelare (center) från Kütahya, Turkiet. 
Baladıns karriär började i Eczacıbaşı SKs ungdomssektion. Hon debuterade med seniorlaget i Sultanlar Ligi (högstaligan)  säsongen 2013-14, innan hon var utlånad till Sarıyer BSK under den följande säsongen. Hon fortsatte sedan hos Eczacıbaşı under de följande åren och vann bland annat världsmästerskapet i volleyboll för klubblag 2016 och CEV Cup 2017–2018. Säsongen 2018-2019 spelar hon med Galatasaray SK, men återvände sedan till Eczacıbaşı.
Baladın vann brons med Turkiet vid U18-EM 2013 (där hon utsågs till bästa blockare) och vid U19-EM 2014. Hon vann silver med U23-landslaget vid U23-VM 2015 och guld vid U23-VM 2017. Vid den senare tävlingen utsågs hon personligen till mest värdefulla spelare och bästa spiker. Hon debuterade i seniorlandslaget 2015. Med dem har hon vunnit brons vid EM 2017, silver vid EM 2019, brons vid EM 2021 och guld vid EM 2023. 